# Крабице, Бенеш
Бенеш Крабице из Вейтмиле (чеш. Benše Krabice z Veitmile, умер в 1375) — средневековый чешский хронист, каноник Пражского собора.

## Жизнь
Бенеш Крабице из Вейтмиле происходил из рыцарского сословия. Проживал в Праге, в одном из роскошных готических домов, располагавшихся на территории нынешнего Мартиницкого дворца. Во время пожара 1541 года, спалившего половину Градчан и Малой Страны, все эти готические постройки погибли.
Занимал должность каноника Пражского капитула. С 1335 года — руководитель строительства храма святого Витта. По поручению императора священной Римской империи Карла IV дополнял и продолжал хронику Франтишека Пражского. В 1373 перенес останки старинных князей и королей в храм св. Витта, годом позже (1374) перенёс туда же тела епископов. Умер 27 июля 1375 года.

## Хроника Бенеша
Хроника Бенеша состоит из двух частей. Первая её часть описывает период 1284—1346 годов и является продолжением работы хрониста Франтишека Пражского. Бенеш только кое-где сокращает текст, изредка меняет его, иногда позволяя себе высказать собственное мнение. Чем ближе к его времени, тем чаще встречаются авторские оценки событий, а также новые — по сравнению с предшественниками — сведения.
Вторая часть хроники доведена до 1374 года и описывает правление Карла IV. Хронист, видимо, по желанию короля, вставил в текст почти всю автобиографию Карла. Весь остальной текст принадлежит Бенешу и представляет собой подробное изложение истории правления Карла IV с 1346 по 1374 год. Описываются придворные торжества, строительство Праги, открытие и деятельность Карлова университета и т. д. Хронист всячески демонстрирует свою преданность правящей династии и свой чешский патриотизм.
Хронику Бенеша продолжил аббат Неплах.

## Труды
- Kronika kostela pražského (Chronica ecclesiae Pragensis)
- Kronika česká